# Rallye Marokko
Die Rallye Marokko wurde erstmals 1934 ausgetragen und war in den Jahren 1973, 1975 und 1976 dreimal Weltmeisterschaftslauf (WRC).
Die Rallye wurde auf Schotterstraßen gefahren und die Gesamtdistanz betrug 1973 über 5'000 Kilometer. Eine der längsten Rallyes in der Geschichte der Rallye-Weltmeisterschaft. Die längste Wertungsprüfung ging über 776 Kilometer durch die afrikanische Wüste und forderte den Fahrern und dem Material alles ab. Außerdem musste ein Tankstopp eingelegt werden. Die Fahrzeit betrug 9 Stunden und 40 Minuten. Die Folgeveranstaltungen wurden um rund 1000 Kilometer in der Gesamtdistanz gekürzt.
Bernard Darniche sicherte sich den Sieg im Jahr 1973 in einem Renault Alpine A110 1800 vor Bob Neyret mit einem Citroën DS23. Hannu Mikkola war mit einem Peugeot 504 siegreich 1975 und ein Jahr darauf gewann Jean-Pierre Nicolas mit dem gleichen Automodell.

## Gesamtsieger
| Jahr   | Rallye                  | Fahrer              | Beifahrer            | Auto                              |
| ------ | ----------------------- | ------------------- | -------------------- | --------------------------------- |
| 1934 1 | 1. Rallye Marokko 1934  | Fred Bravard        |                      |                                   |
| 1935 1 | 2. Rallye Marokko 1935  | Jean Trévoux        | Marcel Lesurque      | Bugatti 3.0                       |
| 1937 1 | 3. Rallye Marokko 1937  | Jean Trévoux        | Marcel Lesurque      | Hotchkiss 686                     |
| 1950 1 | 4. Rallye Marokko 1950  | Charles Preynat     | André Costa          | Simca 8 Sport                     |
| 1951 1 | 5. Rallye Marokko 1951  | Jean Lucas          | Jacques Péron        | Ferrari 212 Export                |
| 1952 1 | 6. Rallye Marokko 1952  | Amic Robert         | Mareschi             | Simca Aronde                      |
| 1953 1 | 7. Rallye Marokko 1953  | Paul van de Kaart   | Jacques Péron        | Porsche 356 1300 Super            |
| 1954 1 | 8. Rallye Marokko 1954  | Robert La Caze      | Grammatico           | Simca Aronde                      |
| 1955 1 | 9. Rallye Marokko 1955  | Jean Deschazeaux    | Marteau              | Peugeot 203                       |
| 1967 1 | 10. Rallye Marokko 1967 | Robert La Caze      | Ponnelle Raymond     | Renault 8 Gordini                 |
| 1968 1 | 11. Rallye Marokko 1968 | Jean-Pierre Nicolas | Jean de Alexandris   | Renault 8 Gordini                 |
| 1969 1 | 12. Rallye Marokko 1969 | Bob Neyret          | Jacques Terramorsi   | Citroën DS 21 Proto Chassis Court |
| 1970 1 | 13. Rallye Marokko 1970 | Bob Neyret          | Jacques Terramorsi   | Citroën DS 21 Proto Chassis Court |
| 1971 1 | 14. Rallye Marokko 1971 | Jean Deschaseaux    | Jean Plassard        | Citroën SM Maserati               |
| 1972 1 | 15. Rallye Marokko 1972 | Simo Lampinen       | Sölve Andreasson     | Lancia Fulvia 1.6 Coupé HF        |
| 1973   | 16. Rallye Marokko 1973 | Bernard Darniche    | Alain Mahé           | Renault Alpine A110 1800          |
| 1974 1 | 17. Rallye Marokko 1974 | Jean-Pierre Nicolas | Christian Delferrier | Renault Alpine A110 1800          |
| 1975   | 18. Rallye Marokko 1975 | Hannu Mikkola       | Jean Todt            | Peugeot 504                       |
| 1976   | 19. Rallye Marokko 1976 | Jean-Pierre Nicolas | Michel Gamet         | Peugeot 504                       |
| 1985 1 | 20. Rallye Marokko 1985 | Shekhar Mehta       | Yvonne Mehta         | Nissan 240 RS                     |
| 1986 1 | 21. Rallye Marokko 1986 | Alain Ambrosino     | Daniel Le Saux       | Nissan 240 RS                     |
| 1987 1 | 22. Rallye Marokko 1987 | Maurice Chomat      | Gilles Thimonier     | Citroën Visa 1000 Pistes          |
| 1988 1 | 23. Rallye Marokko 1988 | Paul-Emile Decamps  | Michel Gauteron      | Opel Manta 400                    |

1 kein WM-Status